# The Five Stairsteps
The Five Stairsteps var en amerikansk musikgrupp inom soulmusiken som verkade under 1960-talet och 1970-talet. Gruppen bildades 1965 i Chicago och var en syskongrupp bestående av Alohe Jean, Clarence Jr., James, Dennis, och Kenneth "Keni" Burke. Under en kortare period ingick även brodern Cubie Burke i gruppen.
Gruppen åtnjöt sina första listplaceringar 1966, och hade åren framöver flera låtar på Billboards R&B-singellista. De började på Curtis Mayfields skivbolag Windy City, men gick snart över till Buddah Records. Även om gruppen hade ett dussin adekvata singelhits, bland dem en cover av The Miracles "Ooo Baby Baby", i bagaget dröjde det fram till 1970 innan de fick sin första och enda stora hit med låten "O-o-h Child". Denna klättrade upp på åttendeplatsen på Billboard Hot 100. Låten blev senare listad av Rolling Stone som nummer #402 på listan The 500 Greatest Songs of All Time.
De kortade sedan namnet till The Stairsteps och var aktiva ytterligare några år innan gruppen lades på is 1976. Under 1979-1981 var gruppen återbildad under namnet The Invisible Man's Band, men nu utan nämnvärd framgång. Keni Burke blev efter åren med gruppen flitigt anlitad som studiobasist.